# 冰島聯邦
冰島联邦（冰島語：或）是930年冰島議會創立到1262年併入挪威之間，存在於冰島的一個古代國家。